# Liste der Biografien/U
Liste der Biografien |
Portal Biografien |
Personensuche
# |
A |
B |
C |
D |
E |
F |
G |
H |
I |
J |
K |
L |
M |
N |
O |
P |
Q |
R |
S |
T |
U |
V |
W |
X |
Y |
Z |
?
 
Ua |
Ub |
Uc |
Ud |
Ue |
Uf |
Ug |
Uh |
Ui |
Uj |
Uk |
Ul |
Um |
Un |
Uo |
Up |
Uq |
Ur |
Us |
Ut |
Uu |
Uv |
Uw |
Ux |
Uy |
Uz
Die Liste der Biografien führt alle Personen auf, die in der deutschsprachigen Wikipedia einen Artikel haben. Dieses ist eine Teilliste mit 15 Einträgen von Personen, deren Namen mit dem Buchstaben „U“ beginnt.

## U
- U Ba Khin, Sayagyi (1899–1971), Lehrer der Vipassana-Meditation
- U Nu (1907–1995), myanmarischer Politiker
- U Shwe Yauk, Sebastian (1918–1988), burmesischer römisch-katholischer Geistlicher, Bischof von Toungoo
- U Shwe, Matthias (1943–2021), myanmarischer Geistlicher, römisch-katholischer Erzbischof von Taunggyi
- U Than Aung, Alphonse (1933–2004), myanmarischer Geistlicher, katholischer Bischof
- U Thant (1909–1974), birmanischer Politiker, Generalsekretär der Vereinten Nationen (1961–1971)
- U Thuzana (1948–2018), myanmarischer buddhistischer Missionar und Mönch
- U Wang (1365–1389), 32. König des Goryeo-Reiches und der Goryeo-Dynastie
- U, Suk-kan, nordkoreanische Basketballspielerin
- U, Teng Iok (* 1995), chinesische Badmintonspielerin (Macau)
- U, Tong-chuk (* 1942), nordkoreanischer Politiker
- U-cee (* 1983), deutscher Funk-, Soul- und Reggae-Sänger
- U-God (* 1970), US-amerikanischer MCU-God (* 1970)

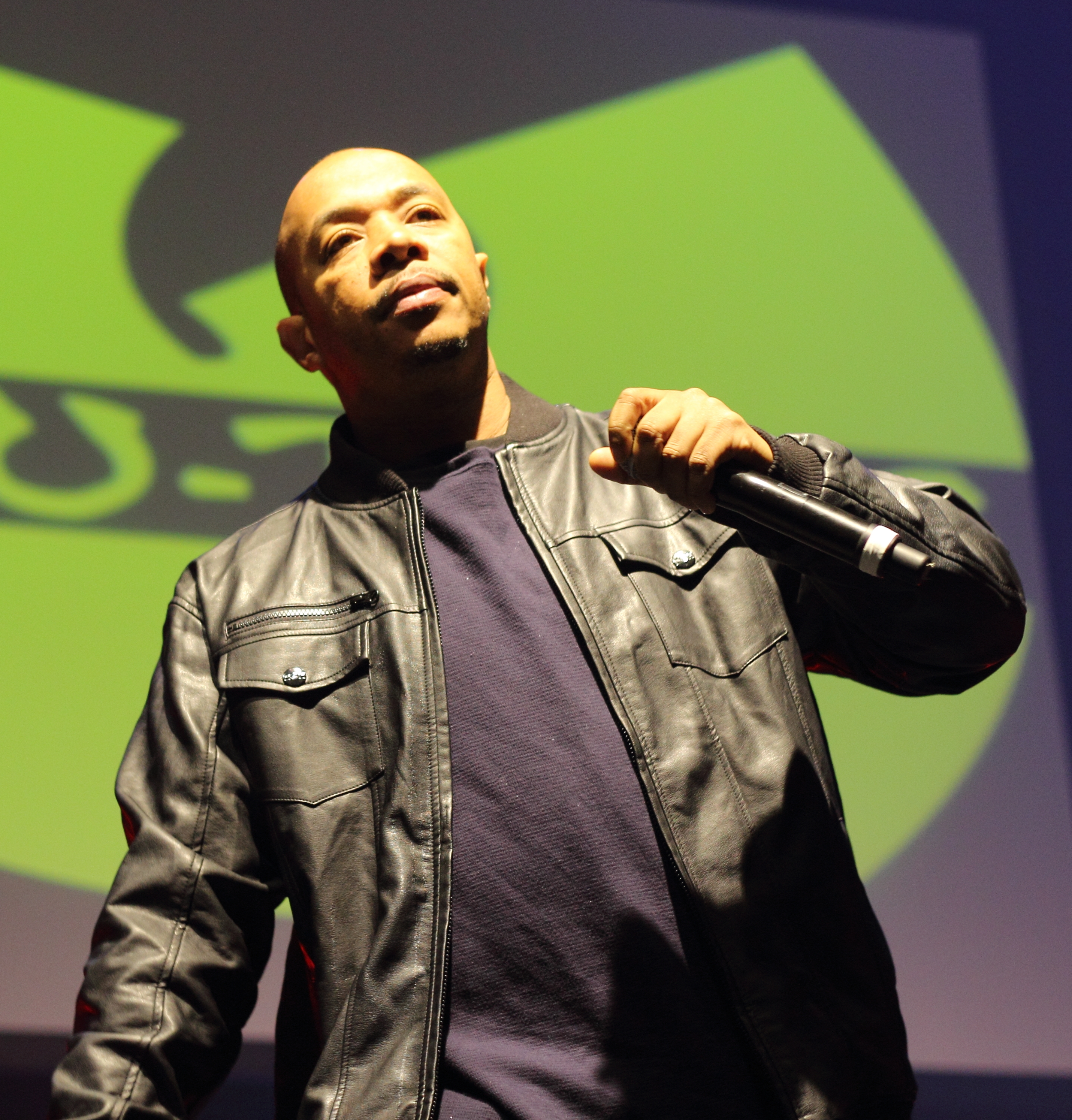
U-God (* 1970)

- U-Jean, US-amerikanischer Sänger und Rapper
- U-Roy (1942–2021), jamaikanischer Reggae-Musiker